# Скибин (Киевская область)
Скибин (укр. Скибин) — село, входит в Броварский район Киевской области Украины.
Население по переписи 2001 года составляло 511 человек. Почтовый индекс — 07443. Телефонный код — 4594. Занимает площадь 1,66 км². Код КОАТУУ — 3221255607. Входит в Калиновский поселковый совет, который до 2003 года был сельским, село имело код 3221283207.
Бой 9 Марта 2022 года.
9 Марта 2022 года, около 15:00 был танковый бой.

## Местный совет
07443, Киевская обл., Броварский р-н, пгт Калиновка, ул. Черниговская, 20